# Тані Бунтьо
Тані Бунтьо (*谷 文晁, 15 жовтня 1763 —6 січня 1841) — японський художник, поет, письменник пізнього періоду Едо. відомий під псевдонімами Садзанрьо і Ґаґакусай. Зробив значний внесок в удосконалення японської школи живопису Едо-нанга.

## Життєпис
Походив з родини чиновників Тані, що служили аристократичному клану Таясу, що мав родинні стосунки з сьогунами Токуґава. Син Тані Роккоку, поету-кансі. Народився 1763 року, отримавши ім'я Масаясу. Здобув гарну, різнобічну освіту.
У 1788 році починається його особиста служба у Таясі. У 1792 році стає особистим супроводжуючим (цуке) регента Мацудайра Саданобу, з яким художника пов'язали також дружні відносини. Саданобу часто посилає Тані Бунтьо в подорожі Японією, під час яких художник збирає матеріали для своєї творчості.
Свою художню освіту Бунтьо розпочав під керівництвом художника школи Кано — Кано Бунрей. Після смерті останнього у 1782 році працював у майстра китайської Північної школи пейзажного живопису Кітаяма Канґена. Надалі вплив на творчість Тані справив стиль нанга. Згодом митець розвинув традиції стилю нанга.
У 1793 році Тані Бунтьо вирушив в почті Мацудайра Саданобу в подорож по країні, оскільки патрон художника виконував завдання бакуфу з перевірки оборони берегових ліній країни. Завданням художника було передати найбільш точне зображення місцевостей з тим, щоб на основі його малюнків можна було виробити можливу стратегію бойових дій.
Серед його учнів відомі Таномура Тікуден, Хосіно Бунрьо, Ватанабе Кадзан і Аодо Дендзен.

## Творчість
Тані Бунтьо володів різними художніми техніками, малював в різних стилях, зокрема в західноєвропейському. Тому його стиль дещо еклектичний, в якому поєдналися техніки шкіл Кано, Тоса, укійо-е і європейського живопису. Разом з тим спонтанна, лаконічна манера малювання художника органічно вписалася в стиль бундзінга. У традиціях цього стилю він писав переважно монохромні пейзажні композиції, несучи в них безпосередність, оригінальність бачення і трактування.
У період зрілої творчості Тані Бунтьо створив низку портретів в реалістичному стилі. Тані створив серію гравюр із зображенням 90 уславлених і священних гір. Відомим твором також є «Сувій з видами головних міст провінцій».
Художник працював також як копіїст і реставратор старовинних шедеврів.
За результатами своїх подорожей і досліджень художник написав кілька трактатів про живопис старовинних майстрів — «Ґаґакусай каґан дзюкьо», «Бунтьо дзацурокутьо», «Садзанрьо ґахон», «Хонтьо ґасан», «Ґаґаку сьосо», «Ніхон мейдзан дзуе», .